# Чарлтън Хестън
Чарлтън Хестън (на английски: Charlton Heston) е американски филмов, театрален и телевизионен актьор, роден през 1923 година, починал през 2008 година. 
Хестън е сред най-големите звезди на Холивуд от 1950-те и 1960-те години. Името му блести в такива класически продукции като „Десетте божи заповеди“ (1956) на Сесил Демил, „Докосване до злото“ (1958) на Орсън Уелс, „Бен Хур“ (1959) на Уилям Уайлър, „Планетата на маймуните“ (1968) на Франклин Шафнър и др. Удостоен е с награда „Оскар“ за най-добра главна мъжка роля за изпълнението си в мащабния епос „Бен-Хур“. Два пъти е номиниран за награда „Златен глобус“.
Чарлтън Хестън е активен и в обществено-политическия живот. През 1950-те години, той е сред малкото холивудски актьори, които говорят открито против расизма. Активно подкрепя Мартин Лутър Кинг и участва в движението за граждански права за афроамериканците.

## Биография

### Ранни години
Чарлтън Хестън е роден като Джон Чарлз Картър на 4 октомври 1923 година в селището Но Менс Ланд в щата Илинойс, в днешно време част от северното предградие Уилмет на Чикаго. Негови родители са Лила Чарлтън (1899 – 1994) и Ръсел Уитфорд Картър (1897 – 1966) от английско-шотландски произход. Баща му работи като оператор в дъскорезница. Още докато е съвсем малък, работата на баща му налага семейството да се премести в провинциалния район на Сейнт Хелън, Мичигън, където преминава ранното му детството. Когато е 10-годишен, родителите му се развеждат. Малко след това, майката се омъжва за Честър Хестън, чиято фамилия приема и малкият Джон. Новосъздаденото семейство се завръща в Уилмет, където той посещава гимназията „New Trier High School“. Тук Хестън се записва към училищната програма по драматично изкуство. Бидейки активен и в местната театрална общност, той печели стипендия за изучаване на драма в Северозападния Университет в Илинойс.
През 1944 година, Хестън постъпва в американската армия, където служи в продължение на 2 години като радио-оператор на B-25 Мичъл в база на военовъздушните сили на Алеутските острови до Аляска. В годината на постъпване в армията, той се жени за студентката от неговия университет Лидия Кларк, която също става актриса.

## Избрана филмография
| Година | Филм                                    | Оригинално заглавие          | Роля                                | Балежки                      |
| ------ | --------------------------------------- | ---------------------------- | ----------------------------------- | ---------------------------- |
| 1950   | Юлий Цезар                              | Julius Caesar                | Марк Антоний                        |                              |
| 1952   | Най-великото шоу на света               | The Greatest Show on Earth   | Брад Брейдън                        |                              |
| 1954   | Голата джунгла                          | The Naked Jungle             | Кристофър Лейнингън                 |                              |
| 1956   | Десетте Божи заповеди                   | The Ten Commandments         | Мойсей                              | номинация за „Златен глобус“ |
| 1958   | Докосване до злото                      | Touch of Evil                | Рамон Мигел Варгас                  |                              |
| 1958   | Голямата страна                         | The Big Country              | Стив Лийч                           |                              |
| 1959   | Бен Хур                                 | Ben-Hur                      | Юда бен Хур                         | награда „Оскар“              |
| 1962   | Гълъбът, който завладя Рим              | The Pigeon That Took Rome    | капитан Пол Макдугъл/Бени/разказвач | номинация за „Златен глобус“ |
| 1965   | Най-великата история, разказвана някога | The Greatest Story Ever Told | Йоан Кръстител                      |                              |
| 1965   | Страдание и възторг                     | The Agony and the Ecstasy    | Микеланджело                        |                              |
| 1965   | Майор Дънди                             | Major Dundee                 | Майор Амос Чарлз Дънди              |                              |
| 1968   | Планетата на маймуните                  | Planet of the Apes           | Джордж Тейлър                       |                              |
| 1970   | Юлий Цезар                              | Julius Caesar                | Марк Антоний                        |                              |
| 1972   | Дивото зове                             | The Call of the Wild         | Джон Тронтън                        |                              |
| 1973   | Тримата мускетари                       | The Three Musketeers         | кардинал Ришельо                    |                              |
| 1974   | Земетресение                            | Earthquake                   | Стюърт Граф                         |                              |
| 1993   | Тумбстоун                               | Tombstone                    | Хенри Хукър                         |                              |
| 1994   | Истински лъжи                           | True Lies                    | Спенсър Трилби                      |                              |